# 印第安溪共和国
印第安溪共和国（英語：或）是一个位于北美洲的未受国际普遍承认的共和国，位于现今加拿大魁北克省与美国新罕布什尔州之间的边界地带。它存在于1832年7月9日—1835年8月5日。1830年，美国人口普查员将该地区描述为“所谓的印第安溪领地”，该地区因印第安溪（一条小溪流）而得名。它拥有宪法和一个组织良好的民选政府，最高领导人为治安官路德·帕克。1835年8月5日，该国并入美国新罕布什尔州。它有大约300名居民。1842年，《韦伯斯特—阿什伯顿条约》最终解决了英屬北美与美国的土地争端，确认该地区归属美国新罕布什尔州。